# Мухтар (село)
Мухтар (азерб. Muxtar), ранее — Мхитарикенд (азерб. Mxitarikənd), — село в Шушикендском (или в Шушакендском) сельском административно-территориальном округе Ходжалинского района Азербайджана.

## География
Сёла Шушикенд (или Шушакенд), Дашкенд, Мухтар входят в состав Шушикендского (или Шушакендского) сельского административно-территориального округа Ходжалинского района при этом село Шушикенд (или Шушакенд) является центром этого сельского административно-территориального округа.

## История
В советский период на 1 января 1977 года село входило в состав Шушикендского сельсовета Степанакертского района Нагорно-Карабахской автономной области (НКАО) Азербайджанской ССР. Указом Президиума Верховного Совета Азербайджанской ССР от 15 мая 1978 года было постановлено утвердить решение исполнительного комитета областного Совета народных депутатов Нагорно-Карабахской автономной области о переносе центра Степанакертского района из города Степанакерт (ныне Ханкенди) в рабочий посёлок Аскеран и переименовании Степанакертского района в Аскеранский район. В результате это село оказалось в составе Аскеранского района НКАО Азербайджанской ССР.
2 сентября 1991 года на совместной сессии Нагорно-Карабахского областного и Шаумяновского районного Советов народных депутатов была принята Декларация о провозглашении Нагорно-Карабахской Республики в границах Нагорно-Карабахской автономной области (НКАО) и сопредельного Шаумяновского района Азербайджанской ССР.
26 ноября 1991 года Верховный Совет Азербайджанский Республики принял Закон «Об упразднении Нагорно-Карабахской автономной области Азербайджанской Республики». В этом Законе было постановлено помимо упразднения Нагорно-Карабахской Автономной Области (НКАО), в том числе также и упразднение Аскеранского района, образование Ходжалинского района с центром в городе Ходжалы и передача территории упразднённого Аскеранского района в состав Ходжалинского района. Решением № 428 Милли Меджлиса Азербайджанской Республики от 29 декабря 1992 село Мхитарикенд было переименовано в Мухтар. В настоящее время село Мухтар входит в состав Шушикендского (или в Шушакендского) сельского административно-территориального округа Ходжалинского района Азербайджана.
В ходе Карабахского кофликта село в начале 1990-х годов попало под контроль непризнанной Нагорно-Карабахской Республики (НКР), согласно административно-территориальному делению которой входило в состав Аскеранского района НКР и носило название Мхитаришен (арм. Մխիթարիշեն).
9 ноября 2020 года, во время второй Карабахской войны, президент Азербайджана Ильхам Алиев объявил о восстановлении контроля над селом Мухтар. По данным армянской стороны, после прекращения военных действий село не было указано в списке населённых пунктов, перешедших под контроль Азербайджана. После Трёхстороннего Заявлению в ночь с 9 по 10 ноября 2020 года, подписанного по итогам Второй Карабахской войны, село перешло под контроль Российских миротворческих сил.
В результате боевых действий в сентябре 2023 года Азербайджан восстановил свой контроль над селом.